# Abana horvathi
Abana horvathi är en insektsart som beskrevs av Jacobi 1905. Abana horvathi ingår i släktet Abana och familjen dvärgstritar. Inga underarter finns listade i Catalogue of Life.